# بلخی باستان
زبان بلخی باستان، زیرشاخۀ زبان ایرانی آغازین(پروتو) است. استرابو به زبان بلخی باستان با عنوان باکتریایی اشاره کرده و آن را همانند پارسی و مادی دانسته‌است. او به همانندی بسیار نزدیک زبان سغدی با زبان پارسی و مادی و باکتریایی اشاره کرده است.